# Bundesliga de 1987–88
A Primeira Divisão do Campeonato Alemão de Futebol da temporada 1987-1988, denominada oficialmente de Fußball-Bundesliga 1987-1988, foi a 25º edição da principal divisão do futebol alemão. O campeão foi o Werder Bremen que conquistou seu 2º título na história do Campeonato Alemão.

## Premiação
| 1. Fußball-Bundesliga 1987-1988   |
| Bremen                            |
| --------------------------------- |
| WERDER BREMEN Campeão (2º título) |